# Creediet
Het mineraal creediet is een gehydrateerd calcium-aluminium-sulfaat-fluoride met de chemische formule Ca3Al2(SO4)F7,5(OH)2,5·2(H2O). Het behoort tot de groep van de halogenides.

## Eigenschappen
Het doorzichtig tot doorschijnend witte, oranje of paarse heeft een glas- tot vetglans, een witte streepkleur en de splijting van het mineraal is perfect volgens [100]. Het kristalstelsel is monoklien. Creediet heeft een gemiddelde dichtheid van 2,71, de hardheid is 3,5 en het mineraal is niet radioactief. De dubbelbreking van creediet is 0,0240.

## Naamgeving
Het mineraal creediet is genoemd naar de plaats waar het voor het eerst gevonden werd, de Creed Quadrangle in Colorado.

## Voorkomen
De typelocatie van creediet is Wagon Wheel Gap, Creed Quadrangle, Colorado, Verenigde Staten. Het mineraal wordt verder gevonden in Durango en Santa Eulalia, Mexico.